# Borys Wojtenko
Borys Romanowycz Wojtenko, ukr. Борис Романович Войтенко, ros. Борис Романович Войтенко, Boris Romanowicz Wojtienko (ur. 1898 w Mikołajowie, w guberni chersońskiej, Imperium Rosyjskie, zm. 12 sierpnia 1946 w Mikołajowie) – ukraiński piłkarz, grający na pozycji bramkarza, trener i sędzia piłkarski.

## Kariera piłkarska
W 1913 rozpoczął karierę piłkarską w drużynie Nikołajewski SK Mikołajów. Potem występował w klubach Union Mikołajów i Mestran Mikołajów. W 1925 roku został zaproszony do klubu Rajkom Metalistiw Mikołajów, w którym zakończył karierę piłkarza w roku 1928.

## Kariera sędziowska i trenerska
Po zakończeniu kariery piłkarskiej rozpoczął pracę arbitra sportowego i szkoleniowca. W 1932 jako pierwszy w Mikołajowie otrzymał sędziego kategorii republikańskiej. W 1935 został pierwszym w historii trenerem Stali Zaporoże. W następnym roku trenował drużynę Zakładu im. A. Marty w Mikołajowie. Od 1939 do września 1940 prowadził Awanhard Mikołajów.
Podczas wojny niemiecko-radzieckiej został ewakuowany, a po zakończeniu wojny wrócił do Mikołajowa, gdzie zorganizował zespół Sudnobudiwnyka Mikołajów, który startował w mistrzostwach ZSRR 1946.
12 sierpnia 1946 zmarł w Mikołajowie w wieku 48 lat.

## Sukcesy i odznaczenia

### Sukcesy piłkarskie
reprezentacja m.Mikołajów
- wicemistrz Ukraińskiej SRR: 1927
- brązowy medalista Mistrzostw Ukraińskiej SRR: 1928